# Wayne Besen
Wayne Besen (* 5. Juli 1970) ist ein US-amerikanischer Rechtsanwalt, der sich vor allem für die Rechte von Lesben und Schwulen einsetzt. Besen war eine Zeit lang Sprecher der Human Rights Campaign.
Im Jahr 2000 fotografierte Besen den Ex-Gay-Aktivisten John Paulk in einer Washingtoner Schwulenbar. Paulk bestand darauf, dass er dort lediglich die Toilette benutzt habe, während Besen und andere Zeugen angaben, dass er dort etwas getrunken habe und über zwanzig Minuten mit anderen Männern geflirtet habe. Besen ging mit dieser Geschichte an die Öffentlichkeit und veröffentlichte sie in seinem Buch Anything But Straight: Unmasking the Scandals and Lies Behind the Ex-Gay Myth, welches im Jahr 2003 zweimal für den Lambda Literary Award nominiert wurde.

## Werke
- Anything But Straight: Unmasking the Scandals and Lies Behind the Ex-Gay Myth, 2003, ISBN 1-56023-445-8